# Harina de fuerza
Se llama harina de fuerza o harina fuerte a la harina de trigo común con una proporción elevada de proteína, entre un 12% y un 14%. Por este motivo tiene capacidad para retener una proporción importante de agua en el proceso de amasado y da lugar a masas elásticas y consistentes que retienen mejor el gas y la forma, por lo que son buenas para fermentaciones largas que dan más sabor al pan. 
La harina de fuerza es de características opuestas a la harina floja, esta última posee una proporción de gluten pequeña y por lo tanto produce masas que retienen poca agua y son de menor consistencia. Las harinas con características intermedias entre la harina de fuerza y la harina floja se denominan harinas de media fuerza.
Si el contenido de proteína supera el 14% hablamos de harinas de gran fuerza o extrafuertes, como el caso de la harina Manitoba o Canadiense. Este tipo de harina es adecuado para fermentaciones largas con masa madre y panes enriquecidos con grasas.
La fuerza de la harina se clasifica mediante un índice denominado W.
Cuanto mayor sea el valor de W, mayor contenido de gluten tiene la harina. Cuanto mayor sea el índice, la harina absorberá más agua y la masa fermentará más lentamente y viceversa, cuanto menor sea el índice necesitará menos agua y fermentará más deprisa.

## Clasificación por el índice W
La clasificación se establece por su contenido de gluten.
|  |  | 50% |

| 55% ... 65% |

|  |  | 65% ... 75% |

|           |
| hasta 90% |

## Obtención
Se obtiene mediante la molturación, trituración y tamizado de grano de trigo común con alto contenido en proteína, gluten.